# 狭叶女贞
狭叶女贞（学名：Ligustrum angustum）是木犀科女贞属的植物，是中国的特有植物。分布于中国大陆的贵州、广西等地，生长于海拔200米的地区，常生于山沟荫处，目前尚未由人工引种栽培。